# فيونا كيدمان
فيونا كيدمان (بالإنجليزية: Fiona Kidman)‏ (26 مارس 1940 في نيوزيلندا)؛ شاعرة، كاتِبة وروائية نيوزيلندية.

## روابط خارجية
- فيونا كيدمان على موقع IMDb (الإنجليزية)